# Дем'яна Бідного
Дем'я́на Бі́дного (рос. Демьяна Бедного) — присілок у складі Шадрінського району Курганської області, Росія. Входить до складу Краснозвєздинської сільської ради.
Населення — 155 осіб (2010, 234 у 2002).
Національний склад станом на 2002 рік: росіяни — 93 %.